# Rev-9
Rev-9 es un personaje ficticio y el principal antagonista de Terminator: Dark Fate, la sexta entrega de la serie Terminator. En su forma humana, el Rev-9 es interpretado por Gabriel Luna. Es un nuevo tipo de Terminator con mejoras respecto a sus antecesores.

## Historia
Rev-9 es un modelo Terminator desarrollado por Legión, una nueva inteligencia artificial diseñada para la guerra cibernética en una línea de tiempo futura que reemplazó a Skynet debido a los cambios en la línea temporal (según los acontecimientos de Terminator 2), cuando se impidió su existencia. Legión enviaría un Rev-9 al pasado desde el año 2042 hasta el 2020 con la misión de acabar con Dani Ramos, una joven que procederá a liderar a la humanidad contra las fuerzas de Legión en el futuro. A su llegada a la Ciudad de México, el Rev-9 se dirigió a casa de Dani, sólo para descubrir que ella y su hermano Diego se habían ido a trabajar a una fábrica. Mataría a su padre y asumiría su apariencia como disfraz para infiltrarse en la fábrica. Allí, le dispararía a Dani pero fallaría, luego de ser emboscado por Grace, una soldado humano con mejoras cibernéticas que fue enviado enviado desde el año 2042 para protegerla. El Rev-9 los persigue en un camión mientras escapan. Durante la persecución, demostraría su capacidad para dividirse en unidades individuales. Logrando matar a Diego y acorralar a Dani y a Grace, solo para ser deshabilitado temporalmente por la llegada repentina de Sarah Connor, quien lo ataca usando armamento de alto grado. Dani y Grace huyen para luego finalmente se encontrarían con Sarah.
Tras perder sus objetivos, el Rev-9 piratearía las cámaras de vigilancia locales para recuperarlos. Allí descubriría que el trío se dirige a Laredo, Texas, donde se verán obligados a cruzar la frontera entre México y Estados Unidos. Disfrazándose de un oficial de la Patrulla Fronteriza de los Estados Unidos, organizaría su arresto para poder tenderles una emboscada. El Rev-9 llegaría al centro de detención de la Patrulla Fronteriza en Laredo y masacra a numerosos agentes de la Patrulla Fronteriza donde fueron detenidos, pero los tres escaparían en un helicóptero. Para cuando logra localizarlos nuevamente, se aliarían con Carl, un Terminator T-800 que quedó abandonado luego de la desaparición de Skynet.
El Rev-9 alcanza a sus objetivos en una base militar donde buscan adquirir granadas de pulso electromagnético (EMP) para usar contra él. En la batalla que sigue, las granadas EMP resultan dañadas, mientras Dani y sus aliados escapan en un avión militar. El Rev-9 los persigue en su propio avión secuestrado y logra abordar el de ellos, lo que lleva a que tanto Carl como el Rev-9 se estrellen cerca de un río cerca de una planta hidroeléctrica: mientras tanto, Dani, Sarah y Grace saltan en paracaídas para ponerse a salvo. Aunque arrastrados por la corriente del río, los alcanza dentro de la planta, donde deciden oponerse a él. Mientras luchan contra el Rev-9, Carl y Grace lograrían contenerlo y forzarlo a entrar en una de las turbinas de la presa, lo que provocaría una explosión que hiere mortalmente a Grace y deshabilitaría temporalmente a Carl y Sarah. La explosión también destruiría el exterior de metal líquido del Rev-9, pero su endoesqueleto queda severamente dañado, por lo que continúa persiguiendo a Dani, quien intentaría utilizar la fuente de energía de Grace como un EMP contra él, solo para ser retenida y ser casi asesinada, hasta que Carl la reactiva y la detiene. Una vez que Dani clava la fuente de energía en el endoesqueleto del Rev-9, Carl lo arrastra a un pozo cercano, donde la descarga del dispositivo derrite a ambos Terminators y los destruye.

## Trasfondo
El Rev-9 es interpretado por Gabriel Luna, quien participó del proceso de casting que duró cuatro meses en diciembre de 2017. Rev-9 es una máquina avanzada enviada desde el futuro por Legion (una IA que sucedió a Skynet después de la alteración de la línea de tiempo tras los eventos de Terminator 2: Judgment Day) desde el año 2042 para acabar con una mujer llamada Dani Ramos, entre otros. El Rev-9 tiene un endoesqueleto sólido tradicional cubierto con un exoesqueleto de metal líquido, de forma similar al TX de Terminator 3: Rise of the Machines  y se considera una combinación del T-800 con el T-1000. El Rev-9 posee la capacidad para dividirse completamente en dos componentes  separados y totalmente autónomas. La separación no debilita significativamente ninguna de las unidades, lo que convierte al Rev-9 en uno de los modelos de Terminator más formidables vistos hasta ahora  (como con su capacidad para recibir castigo que se reduce ligeramente cuando los dos están separados, pero esto solo significa que es más fácil lanzar al Rev-9 hacia atrás o ralentizarlo en lugar de destruirlo). Su polialeación y endoesqueleto pueden separarse y fusionarse nuevamente a un ritmo bastante rápido, lo que le permite dividirse o fusionarse durante el combate sin cesar sus movimientos. El director Tim Miller comentó sobre esta mejora a los asistentes de CinemaCon : "Nuestra nueva característica interesante... es que puede dividirse. Por lo tanto, es el doble de letal". Sin embargo, el Rev-9 es más poderoso cuando es una sola unidad.
Miller quería que el personaje fuese "letal y capaz, pero no tan letal que nuestros héroes no tuvieran la oportunidad de luchar contra él", diciendo: "Quieres tener algunos límites y no quieres que tenga armas de plasma, o que exploten como una bomba nuclear, lo que significaría que la película terminaría rápidamente". Finalmente, los realizadores se decidieron por un personaje de Terminator que esencialmente tendría una combinación del endoesqueleto del T-800 y la piel de metal líquido del T-1000. Se muestra que el Rev-9 tiene una personalidad más profunda que el personaje T-800 de Arnold Schwarzenegger. Miller dijo que el Rev-9 "no es una máquina fría que tiene una personalidad limitada como Arnold. Es un personaje con todas las características. Es más humano que humano, y si es más fácil abrirse paso a través de un obstáculo con su encanto que matarlo, apuñalarlo o derribarlo, lo hará". Por ejemplo, en la película, el Rev-9 intenta convencer a los otros personajes para que le dejen matar a Dani, dando a entender que les mostrará misericordia y los dejará ir si lo hacen, e intenta usar la lógica para persuadir al T-800 para que se una a él, afirmando que ambos fueron construidos con un propósito para acabar con la humanidad. Durante un encuentro anterior con policías en Texas, adoptríaa un acento sureño para integrarse.
Luna analizó las dos primeras películas de Terminator en busca de orientación sobre cómo representar correctamente al Rev-9. Su interpretación también se inspiró en Ted Bundy y en el personaje del asesino de Tom Cruise en la película Collateral de 2004. Luna explicó: "Ciertamente queríamos honrar todo lo que había sucedido antes. No hay razón para rehacer la rueda cuando funciona tan bien y parece asustar a todo el mundo. Queríamos encontrar lo que realmente funcionara bien (...) pero creo que querían que tuviera una cualidad encantadora, una cualidad accesible. Ya sabes, el hecho de que Ted Bundy pudiera acercarse a ti en un parque y, de repente, te fueras. Eso siempre estuvo ahí". Luna también se sometió a un entrenamiento físico y coreografía de lucha para prepararse para el personaje que interpretó.
Luna dijo que la capacidad del Rev-9 para aprender y simular emociones humanas finalmente se convierte en la debilidad del personaje, afirmando que el Rev-9 se frustra con sus intentos fallidos para matar a Dani. Como resultado, se centraría cada vez más en ella mientras ignora un poco a los otros personajes que vienen después durante la batalla final en la película. Luna dijo que se cortaron escenas de la película final que habrían desarrollado aún más la personalidad y la frustración del personaje.
Dave Trumbore de Collider especuló que el nombre de Rev-9 puede haberse inspirado en el versículo bíblico de Apocalipsis 9, que menciona al "Destructor". Otra posibilidad es que signifique "Revisión 9", lo que lo marcaría como el noveno intento para crear un modelo de Terminator de este tipo. Chris Klimek de Slate creía que el Rev-9, en su disfraz de malvado agente de la Patrulla Fronteriza, pretendía ser una alegoría sobre las cuestiones de inmigración entre Estados Unidos y México.

## Habilidades
La característica principal del Rev-9 es su capacidad para dividir su exterior de metal líquido y su endoesqueleto en dos unidades separadas. Además de esto, posee capacidades básicas similares a los Terminators creados por Skynet antes de su destrucción. Al igual que el T-1000, es capaz de cambiar de forma para asumir cualquier apariencia de personas a las que toque y puede transformar sus brazos para formar armas punzantes y otras formas, como ganchos para escalar superficies verticales. El Rev-9 exhibe más control sobre su composición que el T-1000, lo que le permite utilizar su polialeación de formas más inventivas y adaptables. También se muestra que el endoesqueleto se ajusta su forma física para doblarse de una manera inhumana. El Rev-9 también es un hábil acróbata, capaz de dar grandes saltos y escalar superficies peligrosas con mucha facilidad. El Rev-9 está compuesto de una aleación a base de carbono, lo que lo hace más liviano y más fuerte que los modelos de Terminator anteriores. El Rev-9 puede adaptar respuestas conductuales (como emociones) de manera similar al T-800, ya sea por elección o por impulso, y su exterior puede curarse rápidamente después de sufrir una lesión, como el T-1000. El Rev-9 puede acceder a servidores y obtener rápidamente grandes cantidades de información. Luna dijo que esta capacidad permite al Rev-9 hacer "muy rápidamente lo que al T-800 le tomó décadas lograr". Una vez conectado a los sistemas informáticos, puede controlar otras máquinas vinculadas a ellos, como drones, así como las comunicaciones, operando de la misma manera que lo hace un virus informático que invade otros programas e insertando sus propios códigos de programación, con algoritmos de funciones para controlar y ejecutar acciones.
Cuando el Rev-9 se separa en dos unidades, su forma de metal líquido continúa usando un disfraz humano, mientras que la otra parte toma la apariencia de un endoesqueleto metálico.